# Sunday Observer (Sri Lanka)
Sunday Observer ist eine englischsprachige wöchentlich erscheinende Zeitung in Sri Lanka, die dem Verlag Lake House angehört.
Die Zeitung wurde 1834 in Colombo als "Observer and Commercial Advertiser" gegründet. Einer ihrer Herausgeber, Christopher Elliot war bekannt für seine Opposition gegen die britische Kolonialherrschaft und brachte diese auch mit seiner Zeitung zum Ausdruck, die er in "Colombo Observer" umbenannte. Später wurde die Zeitung in "Ceylon Observer" umbenannt.
D. R. Wijewardene kaufte die Zeitung 1923 und gründete Lake House, die erste nationale Zeitungs- und Verlagsgesellschaft. Der Observer gehört heute zu einer wachsenden Zahl von Zeitungen in Sri Lanka, die die Bevölkerung in englischer Sprache mit tagesaktuellen Nachrichten versorgen.
Im Februar 2012 hatte die Zeitung eine Auflage von 175.000 pro Woche.